# Peter Schat
Peter Ane Schat (født 5. juni 1935 i Utrecht, død 10. februar 2003 i Amsterdam, Holland) var en hollandsk komponist.
Schat hører til en af de vigtigste avantgarde-komponister i det 20. århundrede i Holland. Han studerede hos Kees van Baaren og Pierre Boulez.
Han komponerede i seriel tolvtonestil og opfandt en teori, han kaldte Tone Clock-teorien.
Schat har komponeret 3 symfonier, operaer, kammermusik, klaverstykker og kormusik.

## Udvalgte værker
- Symfoni nr. 1 (1978 rev 1979) - for orkester
- Symfoni nr. 2 (1983 rev. 1984) - for orkester
- Symfoni nr. 3 (1998-2003) - for orkester
- "improvisationer og symfonier" (1960) - for kammerorkester
- "Den femte sæson" (1973) - for kor
- "Houdini" (1977) - opera